# PROCYON
Pour les articles homonymes, voir Procyon (homonymie).
PROCYON acronyme de PRoximate Object Close flYby with Optical Navigation est une micro-sonde spatiale développée par l'Université de Tokyo et  la JAXA, l'agence spatiale japonaise, qui a été lancée le 3 décembre 2014 avec Hayabusa 2. Ce démonstrateur technologique de moins de 70 kg met en œuvre un système de propulsion ionique miniaturisé. Il doit être placé sur une orbite héliocentrique et survoler un ou plusieurs astéroïdes. L'objectif de cette mission est de démontrer qu'une sonde interplanétaire peut être réalisée en utilisant une plateforme de micro-satellite et qu'un engin de cette taille peut réussir un survol de précision d'un astéroïde. La sonde spatiale fonctionne initialement comme prévu et la JAXA sélectionne comme objectif l'astéroïde binaire 2000 DP107. Mais, mi-mars 2015, le moteur ionique cesse de fonctionner et début mai, après plusieurs tentatives de corriger l'anomalie de fonctionnement, l'agence spatiale annonce que PROCYON ne pourra effectuer le survol programmé.

## Contexte
Au cours des années 2000, des satellites de petite taille et de faible coût ont été lancés en orbite terrestre et leur utilisation commerciale a débuté dans les années 2010 dans le domaine de l'imagerie spatiale. Par contre, les sondes spatiales, chargées de l'exploration du système solaire, restent des engins lourds de 500 kg à 1 tonne et très coûteux (de 100 millions à 1 milliard US $). Pour réduire le risque financier qui découlerait d'un échec, les concepteurs des sondes spatiales font des choix conservateurs alors que l'exploration du système solaire impose une prise de risque. Selon les promoteurs de la mission PROCYON, il est nécessaire de développer des sondes spatiales de petite taille et de faible coût pour permettre un rythme de lancement plus fréquent et  une plus grande prise de risque dans l'exploration spatiale. Dans cette optique, le laboratoire ISSL (Intelligent Space Systems Laboratory) de l'université de Tokyo et l'agence spatiale japonaise JAXA ont décidé de développer un démonstrateur technologique, une micro-sonde spatiale dans la classe des 50 kg.

## Objectifs de la mission
L'objectif de cette mission est de démontrer qu'une sonde interplanétaire peut être réalisée en utilisant une plateforme de micro-satellite et qu'un engin de cette taille peut réussir un survol contrôlé à faible distance d'un astéroïde.  
Injectée sur une orbite en résonance avec la Terre, PROCYON doit valider au cours des premiers mois le bon fonctionnement de sa plateforme dans l'espace interplanétaire. Une fois ce test réussi, PROCYON utilisera sa propulsion ionique pour modifier sa trajectoire de manière à survoler fin 2015 la Terre et bénéficier de l'assistance gravitationnelle de celle-ci. Cette manœuvre placera PROCYON sur une trajectoire qui doit lui permettre de survoler un premier astéroïde. Le survol s'effectuera à faible distance (moins de 50 km) et à une vitesse relative de 10 km/s. La précision du survol sera obtenue par navigation optique. Durant le survol, la sonde spatiale modifiera son orientation de manière à toujours faire face à l'astéroïde. 

## Déroulement de la mission
PROCYON est lancée le 3 décembre 2014 par une fusée H-IIA dont la mission principale consiste à placer Hayabusa 2 sur une orbite héliocentrique. Tous les systèmes à bord de la sonde spatiale sont déployés en orbite et le moteur ionique est mis en marche. Mais ce dernier cesse de fonctionner mi-mars. L'origine de l'incident est inconnue. L'hypothèse considérée comme la plus probable est qu'un débris métallique se soit coincé entre les deux grilles du dispositif producteur d'ions. L'agence spatiale japonaise annonce mi-avril que la destination de PROCYON a été sélectionnée ; il s'agit de l'astéroïde binaire Apollon aréocroiseur 2000 DP107 comportant un astéroïde primaire de 800 mètres et un secondaire de 300 mètres. Début mai, un rapport publié dans la presse japonaise annonce l'arrêt des tentatives de redémarrage du moteur ionique. La sonde spatiale ne pourra donc pas survoler l’astéroïde sélectionné. Néanmoins, il continuera à être utilisé pour valider le fonctionnement des différents équipements embarqués.

## Caractéristiques techniques
PROCYON  est un micro-satellite de 65 kg de forme cubique (0,55 m x 0,55 m x 0,67 m) comportant 4 panneaux solaires déployés en orbite. La plateforme utilisée est celle du micro-satellite de 60 kg HODOYOSHI-4 également mise au point par l'université de Tokyo. Cette plateforme utilise pour le contrôle d'attitude, 4 roues de réaction, 3 gyrolasers, un capteur solaire et une caméra optique. Pour répondre aux besoins de la sonde spatiale, un système de propulsion spécifique, baptisé I-COUPS, ainsi qu'un système de télécommunications permettant de gérer l'éloignement de la Terre ont été développés. I-COUPS comprend un moteur ionique fournissant une poussée de 0,3 millinewton  avec une impulsion spécifique de 1000 secondes, alimenté par du xénon ainsi qu'un système de propulsion à gaz froid utilisant le même gaz. Ce dernier système est chargé des petites corrections orbitales du contrôle d'attitude ; il comporte 8 micro-tuyères fournissant une poussée unitaire de 25 millinewtons avec une impulsion spécifique de 24 secondes. I-COUPS a une masse de 9,5 kg dont 2,5 kg de xénon et fournit environ les 250 m/s nécessaires pour réaliser le survol de la Terre puis de l'astéroïde.  

## Résultats
Malgré l'échec du survol de l'astéroïde, PROCYON a mis en œuvre avec succès plusieurs technologies clés pour la miniaturisation des engins spatiaux et en particulier des sondes spatiales :
- stabilisation 3 axes avec une stabilité très élevée et une précision de 0,01° ;
- premier micro-satellite à mettre en œuvre un système de communications et de navigation opérationnel dans l'espace lointain ;
- panneaux solaires à très haut rendement (> 30 %) ;
- mise en œuvre d'un système de propulsion miniaturisé permettant à la fois le contrôle d'attitude et la correction de trajectoire ;
- système de navigation de précision grâce à la méthode "Chirp DDOR" ;
- système de communication miniaturisé à puissance élevée (> 15 watts) ;
- système de contrôle thermique s’accommodant d'une distance au Soleil comprise entre 0,9 et 1,5 Unité Astronomique et d'une consommation intermittente du moteur ionique.